# Шахово (Донецкая область)
Ша́хово (укр. Шахове; Казённо-Торско-Алексеевское до 1919 года, Октя́брьское с 1919 по 2016 год) — село на Украине, находится в Добропольском районе Донецкой области.
Население по переписи 2001 года составляет 899 человек. Почтовый индекс — 85050. Телефонный код — 6277.

## История
Село Казённо-Торско-Алексеевское являлось центром Казённо-Торско-Алексеевской волости Бахмутского уезда Екатеринославской губернии Российской империи. В селе были Троицкая и Варваринская церкви, в последней служил отец поэта Николая Чернявского, диакон Фёдор Степанович Чернявский.

## Местная власть
85050, Донецкая область, Покровский р-н, с. Шахово, ул. Чернявского, 14

## Достопримечательности
При раскопках кургана под селом Октябрьское (Шахово), датируемого возрастом поздней бронзы (3,5—3,6 тыс. л. н.), было обнаружено языческое капище представителей срубной культуры с местом для идола и жертвоприношений, а рядом — парное захоронение и сосуд с пятью священными знаками, два из которых — свастика.

## Персоналии
Николай Фёдорович Чернявский (укр. Микола Федорович Чернявський; 24 декабря 1867 [5 января 1868]), село Торская Алексеевка, Екатеринославская губерния — 19 января 1938, Херсон) — украинский поэт, педагог и земский деятель.